# 雅克·查理
雅克·亚历山大·塞萨尔·查理（Jacques Alexandre César Charles，1746年11月12日—1823年4月7日）是一位法国发明家、科学家、数学家和气球驾驶员。 
1783年8月27日，查理和Robert brothers发射了世界上第一个氢气球； 
1783年12月1日，查理和他的副驾驶尼古拉斯·路易斯·罗伯特 乘坐有人驾驶的气球升至约 1,800 英尺 (550 米) 的高度。 他们开创性地使用氢气作为升力，使这种类型的气球被命名为查理升空气球（与加热空气升空气球相对）。
查理定律由盖-吕萨克于 1802 年提出，该定律描述了气体在受热时如何膨胀。但盖-吕萨克将其归功于雅克·查理未发表的工作。
查理于1795年当选为法国科学院院士，随后成为法国科学院物理学教授。